# Spend a Buck
Spend a Buck, född 15 maj 1982 i Kentucky, död 24 november 2002 i Brasilien, var ett engelskt fullblod, mest känd för att ha segrat i Kentucky Derby (1985).

## Bakgrund
Spend a Buck var en brun hingst efter Buckaroo och under Belle de Jour (efter Speak John). Spend a Buck föddes upp av C. Rowe Harper, Irish Hill Farm och ägdes av Hunter Farm (Dennis Diaz). Han tränades under tävlingskarriären av Cam Gambolati.
Spend a Buck tävlade mellan 1984 och 1985, och sprang totalt in 4 220 689 dollar på 15 starter, varav 10 segrar, 3 andraplatser och 2 tredjeplatser. Han tog karriärens största seger i Kentucky Derby (1985). Han segrade även i Arlington-Washington Futurity Stakes (1984), Cherry Hill Mile Stakes (1985), Garden State Stakes (1985), Jersey Derby (1985) och Monmouth Handicap (1985).

## Karriär
Den 4 maj 1985 segrade Spend a Buck i Kentucky Derby 5-3/4 längd över Stephan's Odyssey med jockeyn Ángel Cordero Jr. Hans segertid på 2:00 1/5 är en av de snabbaste segertiderna i löpets historia. Det var hans tränare Cam Gambolatis första försök att segra i Kentucky Derby, en bedrift som inte matchades igen förrän 2003 då Barclay Tagg tränade Funny Cide till seger.

### Som avelshingst
Spend a Buck hade en framgångsrik karriär som avelshingst efter tävlingskarriären. Han blev far till 27 stakesvinnare med sammanlagt över 16 miljoner dollar insprunget. Genom sin avkomma Einstein (BRZ), är han nu den främsta anledningen till att hans farfar Buckpassers blodslinje överlevt i USA.
Han dog den 24 november 2002 på Haras Bage do Sul i Brasilien efter en anafylaktisk reaktion på penicillin.